# Sony Ericsson K300
El Sony Ericsson K.300 es un teléfono celular de gama alta en su momento, que fue lanzado en el año 2004.
Fue puesto a la venta con tres variantes: K300a lanzado en América, K300c en China y K300i en el resto del mundo y la diferencia entre los tres es solamente la banda de red de radio frecuencia.
Una de sus principales características es su altavoz con una excelente calidad de sonido para la fecha (y hasta hoy es considerado el de mejor calidad comparándolo con marcas líderes como Motorola y Nokia), sin embargo fue descontinuada su fabricación en algunos países del mundo en el 2006 debido a la rápida salida de su sucesor, el K310a.

## Accesorios
- Manual de usuario
- Batería
- Cargador portátil
- Cable de Datos (USB/Infrarrojo)

## KS-959 IRDA
Es uno de los accesorios más utilizados para transmitir información por Infrarrojo, su gran desventaja es que en el CD se incluye un driver que no es compatible con mac
Si desea instalar este accesorio en el sistema operativo anterior, se recomienda descargar el driver de http://matrixcolombia.phpnet.us

## Especificaciones
- Cámara VGA para fotos de hasta "1280x960pixeles" y capacidad para grabar vídeo. La cámara es capaz de obtener una imagen ampliada de 1280 x 1024 píxels.
- Bandas GSM 900, 1800 y 1900
- Dimensiones 100 x 45 x 19.5 mm (3.9 x 1.8 x 0.8 pulgadas)
- Pantalla STN de 65.536 colores 128x128 pixel
- Memoria interna del teléfono de 12 Mb aproximados.
- Reproductor de medios que soporta archivos MP3, MP4 y 3GP
- Transmisión de datos por medio de Infrarrojo, MMS y Cable USB
- Soporte WAP y GPRS
- Soporte Java 3D.